# Telmatobius
Telmatobius is een geslacht van kikkers uit de familie Telmatobiidae. De groep werd voor het eerst wetenschappelijk beschreven door Arend Friedrich August Wiegmann in 1834. Later werd de wetenschappelijke naam Pseudobatrachus  gebruikt.
De groep werd lange tijd tot de familie Ceratophryidae gerekend. Er zijn 61 soorten, inclusief de pas in 2016 wetenschappelijk beschreven soort Telmatobius mantaro. 
Alle soorten komen voor in delen van Zuid-Amerika en leven in de landen Argentinië, Chili en Ecuador.

## Taxonomie
Geslacht Telmatobius
- Soort Telmatobius arequipensis Vellard, 1955
- Soort Telmatobius atacamensis Gallardo, 1962
- Soort Telmatobius atahualpai Wiens, 1993
- Soort Telmatobius bolivianus Parker, 1940
- Soort Telmatobius brachydactylus (Peters, 1873)
- Soort Telmatobius brevipes Vellard, 1951
- Soort Telmatobius brevirostris Vellard, 1955
- Soort Telmatobius carrillae Morales, 1988
- Soort Telmatobius ceiorum Laurent, 1970
- Soort Telmatobius chusmisensis Formas, Cuevas & Nuñez, 2006
- Soort Telmatobius cirrhacelis Trueb, 1979
- Soort Telmatobius colanensis Wiens, 1993
- Soort Telmatobius contrerasi Cei, 1977
- Soort Telmatobius culeus (Garman, 1876)
- Soort Telmatobius degener Wiens, 1993
- Soort Telmatobius edaphonastes De la Riva, 1995
- Soort Telmatobius espadai De la Riva, 2005
- Soort Telmatobius fronteriensis Benavides, Ortiz & Formas, 2002
- Soort Telmatobius gigas Vellard, 1969
- Soort Telmatobius halli Noble, 1938
- Soort Telmatobius hauthali Koslowsky, 1895
- Soort Telmatobius hintoni Parker, 1940
- Soort Telmatobius hockingi Salas and Sinsch, 1996
- Soort Telmatobius huayra Lavilla & Ergueta-Sandoval, 1995
- Soort Telmatobius hypselocephalus Lavilla & Laurent, 1989
- Soort Telmatobius ignavus Barbour & Noble, 1920
- Soort Telmatobius intermedius Vellard, 1951
- Soort Telmatobius jelskii (Peters, 1873)
- Soort Telmatobius laevis Philippi, 1902
- Soort Telmatobius laticeps Laurent, 1977
- Soort Telmatobius latirostris Vellard, 1951
- Soort Telmatobius macrostomus (Peters, 1873)
- Soort Telmatobius mantaro Ttito, Landauro, Venegas, De la Riva & Chaparro, 2016
- Soort Telmatobius marmoratus (Duméril & Bibron, 1841)
- Soort Telmatobius mayoloi Salas & Sinsch, 1996
- Soort Telmatobius mendelsoni De la Riva, Trueb & Duellman, 2012
- Soort Telmatobius necopinus Wiens, 1993
- Soort Telmatobius niger Barbour & Noble, 1920
- Soort Telmatobius oxycephalus Vellard, 1946
- Soort Telmatobius pefauri Veloso & Trueb, 1976
- Soort Telmatobius peruvianus Wiegmann, 1834
- Soort Telmatobius philippii Cuevas & Formas, 2002
- Soort Telmatobius pinguiculus Lavilla & Laurent, 1989
- Soort Telmatobius pisanoi Laurent, 1977
- Soort Telmatobius platycephalus Lavilla & Laurent, 1989
- Soort Telmatobius punctatus Vellard, 1955
- Soort Telmatobius rimac Schmidt, 1954
- Soort Telmatobius rubigo Barrionuevo & Baldo, 2009
- Soort Telmatobius sanborni Schmidt, 1954
- Soort Telmatobius schreiteri Vellard, 1946
- Soort Telmatobius scrocchii Laurent & Lavilla, 1986
- Soort Telmatobius sibiricus De la Riva & Harvey, 2003
- Soort Telmatobius simonsi Parker, 1940
- Soort Telmatobius stephani Laurent, 1973
- Soort Telmatobius thompsoni Wiens, 1993
- Soort Telmatobius timens De la Riva, Aparicio & Ríos, 2005
- Soort Telmatobius truebae Wiens, 1993
- Soort Telmatobius vellardi Munsterman & Leviton, 1959
- Soort Telmatobius ventriflavum Catenazzi, Vargas García & Lehr, 2015
- Soort Telmatobius verrucosus Werner, 1899
- Soort Telmatobius yuracare De la Riva, 1994

### Taxon inquirendum
Telmatobius laevis Philippi, 1902